# Austin Mahone
Austin Carter Mahone (San Antonio, Texas; 4 de abril de 1996) es un cantante y compositor estadounidense. Se dio a conocer a mediados de 2010 a través de YouTube, medio por el cual subía sus propias versiones de canciones de artistas como Justin Bieber y Jason Mraz. En 2012, firmó un contrato discográfico con Chase, Young Money, Cash Money Records y Republic Records, para lanzar sus sencillos «11:11», «Say Somethin» y «Say You're Just A Friend» a finales del mismo año.

## Biografía y carrera como cantante

### 1996-2012: Infancia e inicios musicales
Austin Mahone nació el 4 de abril de 1996 en San Antonio, Texas, Estados Unidos, bajo el nombre de Austin Carter Mahone. Su padre Charles Edgar Mahone murió cuando él tenía dieciséis meses de nacido (un año y cuatro meses), por lo que fue criado como hijo único por su madre viuda, Michele Lee Demyanovich. Durante toda su infancia estudió en Lady Bird Johnson High School. Aún siendo joven, Mahone y su madre se mudaron a Miami, Florida.
A mediados de 2010, Mahone comenzó a publicar a través de YouTube sus propias versiones de canciones de cantantes como Justin Bieber y Jason Mraz. En 2011, sus videos ganaron popularidad por lo que su madre lo ayudó a conseguir un contrato discográfico, el cual firmó en agosto de 2012 con Universal Music Group. El cantante declaró que antes de firmar, había recibido ofertas de Warner Bros Records, Island Def Jam y Epic Records, aunque no especificó por qué se decidió por Universal. Su sencillo debut, «11:11» alcanzó la décima novena posición del conteo Heatseekers Songs de Billboard, y un par de meses después «Say You're Just A Friend» lograría el décimo cuarto. Más tarde, Mahone sirvió como modelo y embajador de la línea de ropa adolescente del rapero estadounidense Lil Wayne.

### 2013-2014: Primeros reconocimientos yThe Secret
A principios de 2013, lanzó «What About Love» como quinto sencillo. Este logró la posición sesenta y seis en el Billboard Hot 100. En abril del mismo año, MTV seleccionó a Mahone como el artista push del mes. Sobre la noticia, el cantante aseguró: «Estoy muy emocionado de ser el Artista Internacional de MTV Push del mes de abril. ¡Estarán promocionándome a través de MTV alrededor del mundo por todo un mes!». Durante junio y julio, Mahone fue telonero de la cantante de country pop Taylor Swift en su Red Tour. Al mismo tiempo, también era telonero de Bridgit Mendler en su Bridgit Mendler: Summer Tour. El 26 de agosto, ganó el premio de artista a mirar en los MTV Video Music Awards por el videoclip de «What About Love». Más tarde apareció en un episodio de la serie Big Time Rush como invitado especial. En agosto, grabó un comercial para McDonald's.
Inicialmente, Mahone pretendía realizar su MTV Artist To Watch Tour a finales de 2013. Sin embargo, a principios de octubre fue llevado de emergencia al hospital dado que le diagnosticó un coágulo de sangre en la garganta, así como también una grave inflamación. Por ello, presentó síntomas de deshidratación y fiebre de 40°C. Dadas las condiciones de salud del cantante, su equipo tuvo que posponer la gira para febrero de 2014. Para finales de octubre, Mahone fue dado de alta en el hospital y agradeció el apoyo recibido. En noviembre, ganó su primer MTV Europe Music Award en la categoría de mejor artista push. Más tarde fue nominado a artista revelación favorito en los People's Choice Awards 2014.
A principios de 2014, Mahone lanzó «Mmm Yeah», una colaboración con Pitbull, como primer sencillo de lo que sería su próximo disco. Este logró superar la posición de «What About Love» en el Billboard Hot 100 de los Estados Unidos al llegar al puesto cuarenta y nueve. En febrero, lanzó otro sencillo llamado «U». El 27 de mayo, publicó su segundo extended play, The Secret, el cual contiene un total de ocho pistas. El disco contó con críticas disparejas y tuvo una recepción comercial desfavorable en la mayor parte del mundo.
El 25 de julio de 2014, Mahone inició su segunda gira, Austin Mahone: Live on tour [29] . En noviembre, Mahone indicó que se dedicaría a trabajar en su primer álbum de estudio, el cual sería lanzado en 2015, además de publicar un libro sobre su vida, en el cual contaría cómo empezó en la música y lo que espera lograr en un futuro.
Durante todo ese año y 2015, él continuó lanzando independientemente nueva música para sus fanes. Cinco nuevas canciones tituladas "Say My Name", "Places", "Waiting For This Love", "Someone Like You" y "Torture" fueron liberados para su descarga gratuita a través de su página oficial de SoundCloud.  [30]

### 2015-presente:This Is Not The AlbumyForMe+You
Austin protagonizó junto a su entonces pareja de 5 meses, Becky G, el  video musical de su canción "Lovin' So Hard ". El video fue lanzado el 6 de mayo de 2015. [31] . El 1 de julio de 2015, Mahone lanzó " Dirty Work ", el primer sencillo de su próximo álbum debut. [32] . En una entrevista con Billboard , declaró que el álbum será lanzado a finales de 2015. [33].  El 5 de septiembre de 2015, se anunció que se uniría a TI y Pia Mia en apoyo de Jason Derulo en su gira australiana por tres fechas que comenzaría el 20 de noviembre [34] a lo largo de septiembre y octubre de 2015, Mahone continuó lanzando independientemente nueva música, con las pistas de "Do It Right", "On Your Way", "Not Far" y " Put It On Me ", las cuales liberó  para su descarga gratuita en su página de Soundcloud [30].  En una entrevista con la revista Teen Vogue el 13 de noviembre de 2015, Mahone anunció que liberaría un mixtape gratuito antes de que finalice el año. [35]
El 15 de diciembre de 2015, Mahone reveló el título del mixtape, This Is Not The Album [36]. También reveló la portada y anunció que sería puesto en libertad el 17 de diciembre de 2015. [36] En mayo de 2016, Mahone se convirtió en una de las caras de campaña de iconos americanos de Macy's [37]. Austin lanzó dos sencillos en agosto de 2016: " Send It ", con Rich Homie Quan y "Way Up". [38]
El 7 de diciembre del año 2016 a través de Facebook en vivo, Mahone anunció su segundo mixtape, titulado ForMe+You , que fue lanzado el 29 de diciembre de 2016. "Lady" sirvió como el primer sencillo, una remezcla del "2001 Lady (Hear Me Tonight) "de Modjo , junto a " Pitbull ". La canción fue lanzada como una vista previa el 22 de diciembre de 2016, y lanzado oficialmente en el 30 de diciembre de 2016. [39]

## Discografía
| EP - 2013: Austin Mahone (lanzado solo en Japón) - 2014: The Secret | Sencillos - 2012: «11:11» - 2012: «Say Somethin» - 2012: «Say You're Just A Friend» - 2013: «Heart in My Hand» - 2013: «What About Love» - 2013: «Banga! Banga!» - 2014: «Mmm Yeah» (con Pitbull) - 2014: «U» - 2014: «All I Ever Need» - 2014: «Shadow» - 2015: «Dirty Work» - 2016: «Way Up» - 2016: «Send It (feat. Rich Homie Quan» - 2017: Creatures Of The Night (Con Hardwell) - 2017 : Lady (Feat. Pitbull) | Mixtapes - 2015: «This Is Not The Album» - 2016: «ForMe+You» |

## Tours

### Como principal
- MTV Artist To Watch Tour (2013–14)
- Live on Tour (2014)
- A Tour For Me + You (2017)

### Como Primer Acto
- The Red Tour (2013) (Taylor Swift)
- Summer Tour (2013) (Bridgit Mendler)
- Jason Derulo Tour (2015) (Jason Derulo)[41]

## Filmografía
| Año  | T++ítulo      | Rol                    | Notas                                                 |
| ---- | ------------- | ---------------------- | ----------------------------------------------------- |
| 2013 | Big Time Rush | Él mismo               | "Big Time Dreams" (Temporada 4, episodio 12) invitado |
| 2013 | AwesomenessTV | Él mismo / Presentador | "Us & Jan" (Temporada 1, episodio 17) invitado        |
| 2014 | The Millers   | Joven Adam             | Próximo episodio-invitado                             |

| Año       | Título                 | Rol      | Notas                 |
| --------- | ---------------------- | -------- | --------------------- |
| 2012–2013 | Austin Mahone Takeover | Él mismo | Series web Documental |
| 2013      | Mahomie Madness        | Él mismo | Series web Documental |
| 2014      | Tour Life              | Él mismo | Series web Documental |

## Premios y nominaciones
| Año  | Premio                              | Categoría                          | Trabajo nominado           | Resultados | Ref.             |
| ---- | ----------------------------------- | ---------------------------------- | -------------------------- | ---------- | ---------------- |
| 2013 | Radio Disney Music Awards           | Artista masculino favorito         | Él mismo                   | Nominado   | [ 27 ]           |
| 2013 | Radio Disney Music Awards           | Artista revelación                 | Él mismo                   | Ganador    | [ 27 ]           |
| 2013 | Radio Disney Music Awards           | Canción de amor favorita           | «Say You're Just a Friend» | Nominado   | [ 27 ]           |
| 2013 | Radio Disney Music Awards           | Actuación acústica                 | «Say Somethin»             | Nominado   | [ 27 ]           |
| 2013 | Radio Disney Music Awards           | Aficionados feroces                | Mahomies                   | Nominado   | [ 27 ]           |
| 2013 | Young Hollywood Awards              | Artista revelación                 | Él mismo                   | Ganador    | [cita requerida] |
| 2013 | MTV Video Music Awards              | Artista a ver                      | «What About Love»          | Ganador    | [ 13 ]           |
| 2013 | MTV Europe Music Awards             | Mejor artista push                 | Él mismo                   | Ganador    | [ 28 ]           |
| 2013 | Billboard Readers Poll Music Awards | Mejor artista revelación           | Él mismo                   | Nominado   | [ 29 ]           |
| 2013 | Kids Choice Awards México           | Artista Internacional              | Él mismo                   | Nominado   | [ 30 ]           |
| 2014 | People's Choice Awards              | Artista revelación favorito        | Él mismo                   | Nominado   | [ 31 ]           |
| 2014 | Premios Juventud                    | Artista favorito no hispano        | Él mismo                   | Nominado   | [ 32 ] [ 33 ]    |
| 2014 | iHeartRadio Awards                  | Premio Instagram                   | Él mismo                   | Ganador    | [ 34 ]           |
| 2014 | iHeartRadio Awards                  | Mejor grupo de fanes               | -                          | Nominado   | [ 34 ]           |
| 2014 | Radio Disney Music Awards           | Mejor artista masculino            | Él mismo                   | Nominado   | [ 35 ]           |
| 2014 | Radio Disney Music Awards           | Artista más comentado              | Él mismo                   | Nominado   | [ 35 ]           |
| 2014 | Radio Disney Music Awards           | Artista con el mejor estilo        | Él mismo                   | Nominado   | [ 35 ]           |
| 2014 | Radio Disney Music Awards           | Mejor canción de amor              | «What About Love»          | Nominado   | [ 35 ]           |
| 2014 | World Music Awards                  | Mejor canción del mundo            | «Mmm Yeah»                 | Nominado   | [cita requerida] |
| 2014 | World Music Awards                  | Mejor video del mundo              | «Mmm Yeah»                 | Nominado   | [cita requerida] |
| 2014 | World Music Awards                  | Mejor artista masculino del mundo  | Él mismo                   | Nominado   | [cita requerida] |
| 2014 | World Music Awards                  | Mejor acto en vivo del mundo       | Él mismo                   | Nominado   | [cita requerida] |
| 2014 | Teen Choice Awards                  | Artista Masculino                  | Él mismo                   | Nominado   | [ 36 ]           |
| 2014 | Teen Choice Awards                  | Artista masculino sexy             | Él mismo                   | Nominado   | [ 36 ]           |
| 2014 | Teen Choice Awards                  | Mejor sonrisa                      | Él mismo                   | Nominado   | [ 36 ]           |
| 2014 | Teen Choice Awards                  | Artista revelación                 | Él mismo                   | Ganador    | [ 36 ]           |
| 2014 | Teen Choice Awards                  | Mejor canción de artista masculino | «Mmm Yeah»                 | Nominado   | [ 36 ]           |
| 2014 | Young Hollywood Awards              | Estrella en los redes sociales     | Él mismo                   | Nominado   | [ 37 ] [ 38 ]    |
| 2014 | Neox Fan Awards                     | Artista revelación más flipante    | Él mismo                   | Nominado   | [ 39 ]           |
| 2014 | MTV Video Music Awards              | Mejor video lírico                 | «Mmm Yeah»                 | Nominado   | [ 40 ]           |